# Sigvard Bahrke
Sigvard Bahrke, född 24 april 1931 i Malmö, är en svensk tidigare företagsledare.

## Biografi
Bahrke föddes som son till Wilhelm Bahrke, verkställande direktör för Gyllene Gripen som ägde Malmö Skofabrik, Eslövs Skofabrik, Malmö Läderfabrik samt en kedja skobutiker runt om i landet. Bahrke utexaminerades som civilingenjör från Kungliga Tekniska högskolan 1957 och Handelshögskolan i Stockholm 1958. År 1955 var han ordförande i KTH:s studentkår.
De första åren efter studierna tjänstgjorde Sigvard Bahrke inom Grängeskoncernen och som verkställande direktör på Gränges Hedlund. Därefter var han verkställande direktör för Uddcomb. År 1972–1983 var Bahrke verkställande direktör för Assi och projektledare för biståndsprojektet Bai Bang i Vietnam år 1984–1986.
Bahrke hade uppdrag för FN och Sida i Afrika, Asien och Sydamerika och medverkade i Statens offentliga utredningar (SOU).
Bahrke satt i flera styrelser till exempel Norrbottens Järnverk, Domänverket, Sida och Sandvik AB.